# Кече удыр
Кече ӱдыр — дочь богини солнца Кече, женское божество марийского пантеона.

## Мифы
Миф о Кече ӱдыр, сохранился в сказочной форме. Кече ӱдыр рисуется красавицей в белом платье, которое «всё в цветах и звёздах». Подаренная ей свёкру рубашка подобна разноцветной радуге (как подол рубашки Онара). Взмахи рук-крыльев красавицы рождают волшебного коня, серебряного быка, барана с золотыми рогами и белоснежную гусыню. Кокша отправляется на поиски жены. В пути он находит золотую цепь, висящую между землёй и небом. Чтобы добраться до цепи, Кокше приходится воспользоваться ниткой из жениного клубка. По цепи он лезет наверх полдня, пока не оказывается в доме богини солнца. Кече предупреждает гостя, что её дочь теперь зла на людской род, даже мужа своего не пощадит. Она прячет зятя за чёрную тучу. Вскоре является жена и начинает петь и плясать. Кокша не выдерживает и начинает притоптывать. Кече ӱдыр кидается искать незваного гостя, тут герой хватает её. Женщина оборачивается медведицей, ударяет Кокшу лапой, муж не отпускает. Тогда она оборачивается волчицей, кусает мужа, но тот не ослабевает своей хватки. В конце концов усмирённая дочь богини сдаётся, признав над собой власть супруга. Муж с женой возвращаются на землю. Отец героя и его братья с жёнами давно умерли. Их жилища рассыпались в прах. Кече ӱдыр катит золотое яйцо, подаренное мужу уткой, и оно разворачивается в серебряный дом с золотой крышей, а также дворовые постройки из белого камня со множеством скотины.